# Archiv v Macau
Archiv v Macau (portugalsky Arquivo de Macau, čínsky 澳門檔案館) byl vytvořen v roce 1952 podle ministerského výnosu č. 5 ze dne 28. června 1958 pod jménem Hlavní archiv Macaa (Arquivo Geral de Macau). Nejstarší dokumenty jsou z let 1630. Obsahuje různé státní registry a také archivy mnoha soukromých společností. Je částečně digitalizovaný. Sídlí v Macau.

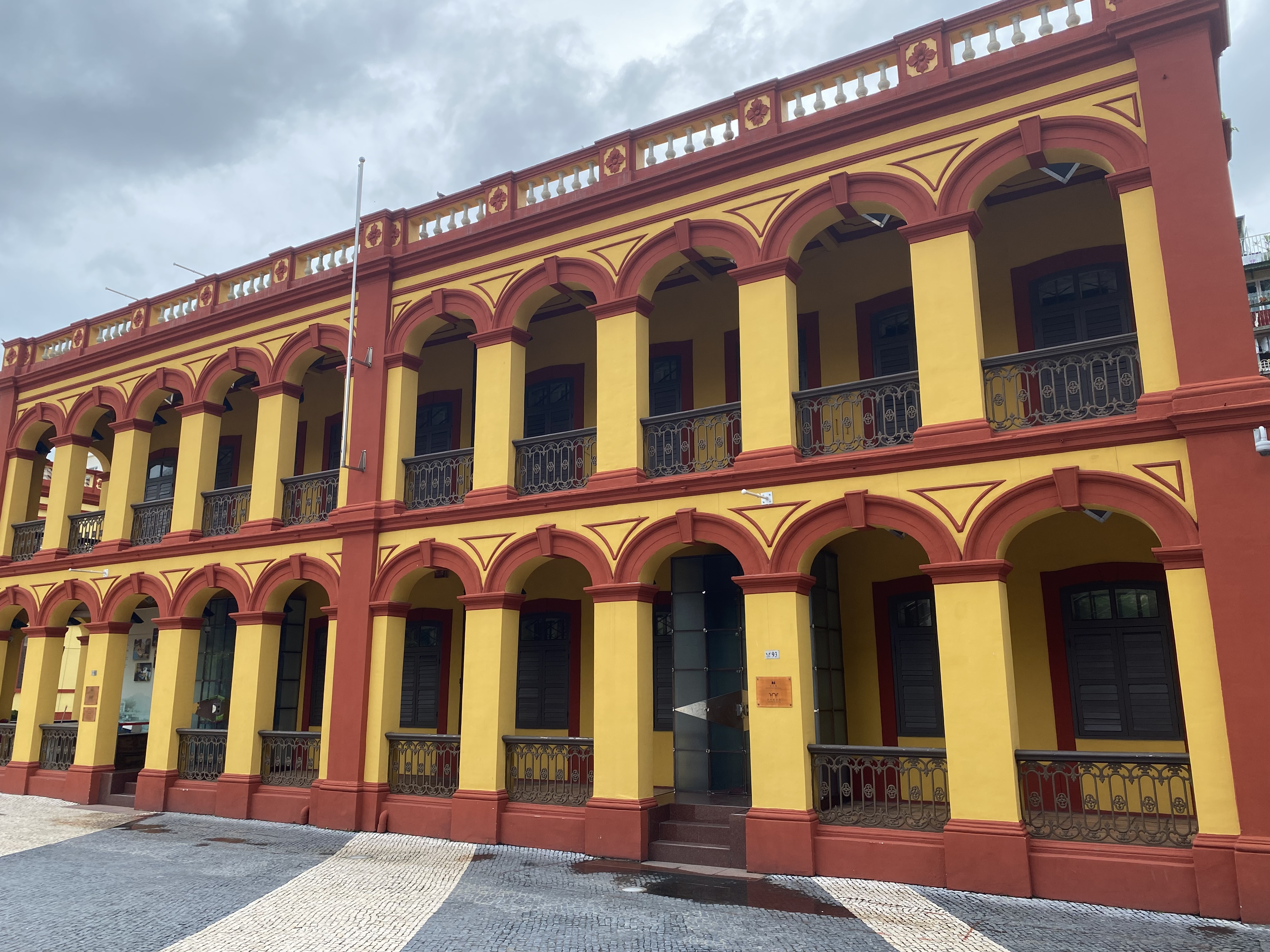
Archiv v Macau

## Historie
Za portugalského guvernérství byl v roce 1952 založen tzv. Hlavní archiv Macaa (Arquivo Geral de Macau), který spadal pod Služby státní správy (Serviços da Administração Civil). V roce 1979 byl přejmenován na Historický archiv v Macau (Arquivo Histórico de Macau) a byl přesunut pod Ředitelství vzdělávání a kultury (Direção dos Serviços de Educação e Cultura), v roce 1986 přešel pod Kulturní institut v Macau. Roku 2016 byl přejmenován na Archiv Macaa a spadá pod Kulturní institut Zvláštní administrativní oblasti Macaa v Číně (RAEM, Região Administrativa Especial de Macau).

## Uchovávané archiválie
Nejstarší dokumenty se datují k roku 1630. Aktuálně obsahuje více než 70 000 spisů, 70 000 obrázků a fotografií a více než 6000 svazků knih a dalších publikací, ponejvíce papírových, případně videí nebo jiných typů dokumentů. Většina archiválií je v portugalštině, část jich je zdigitalizovaných. Archiv má online katalog. 

### Zajímavosti
Archiv má zdigitalizovaný Boletim Official (Boletim do Goberno da provincia Macao, Timor e Solor) vydávaný v letech 1855 až 1999.  Zdigitalizovány jsou i dokumenty vydávané v časopise Arquivos de Macau v letech 1929-1979.

## Mezinárodní instituce
Archiv v Macau je od roku 1983 členem Mezinárodní archivní rady.

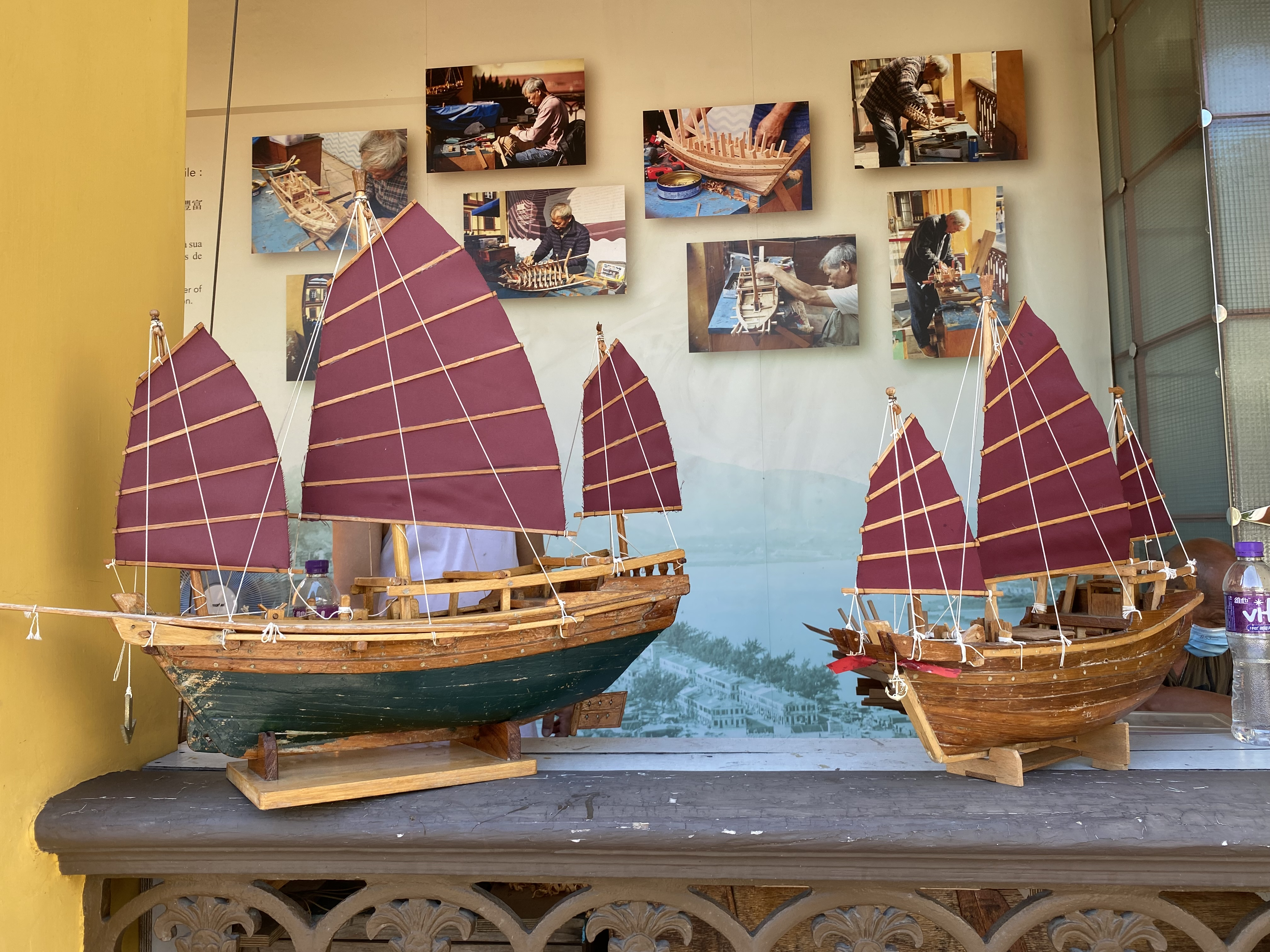
Modely lodí

## Výstavy
Archiv pravidelně pořádá výpravné výstavy zaměřené na nejrůznější témata. Některé výstavy jsou přiblíženy i online návštěvníkům, například Chapas Sínicas - historie Macaa v Torre do Tombo (Národní archiv v Portugalsku).

## Sídlo archivu
Archiv po založení sídlil v knihovně Sira Roberta Hotunga v historickém centru Macaa, v roce 1982 se přesunul do vlastní budovy v ulici Conselheiro Ferreira de Almeida. 